# Euxoa moxa
Euxoa moxa là một loài bướm đêm trong họ Noctuidae.